# Lysaster
Lysaster is een geslacht van kamsterren uit de familie Porcellanasteridae.

## Soort
- Lysaster lorioli Bell, 1909